# Belba ursina
Belba ursina är en kvalsterart som beskrevs av Thor 1930. Belba ursina ingår i släktet Belba och familjen Damaeidae. Inga underarter finns listade.